# Cyclin-abhängige Kinase 1
Die Cyclin-abhängige Kinase 1 (CDK1) ist das Enzym im Zellkern von Eukaryoten, das durch Phosphorylierung des NuMA-Proteins und der RNA-Polymerase II die S-Phase und damit die nächste mitotische Zellteilung einleitet. Es handelt sich also um eine Proteinkinase. Als Teil eines Proteinkomplexes mit Cyclin B wird CDK1 als Mitose-promoting factor selbst durch Phosphorylierung reguliert; damit kann der in Gang gebrachte Prozess der S-Phase kurzfristig wieder abgeschaltet werden. Für die Ingangsetzung der Zellteilung sind möglicherweise weitere Kinasen notwendig, um das NuMA-Protein freizusetzen.

## Die Kontrolle des Zellzyklus
Verschiedene Cyclin-Cdk-Komplexe leiten den Beginn verschiedener Schritte im Zellzyklus ein. Cyclin-Cdk-Komplexe starten die Kaskade, bestimmen aber nicht das Wie. Sie besitzen keine instruierende Information und haben in der Regel keinen Einfluss auf den Wachstumszyklus der Zelle (siehe Phänotyp der cdc Mutanten).
Cyclin-Cdk-Komplexe üben gleichzeitig eine positive und negative Kontrollfunktion aus.
S-Cdk‘s lösen DNA-Replikation aus und verhindern gleichzeitig die Re-Replikation bereits verdoppelter DNA.
M-Cdk‘s triggern den M-Phase-Beginn, verhindern aber gleichzeitig den Beginn der Cytokinese.
Cdk‘s sind wie die Ampellichter an einer Kreuzung, grün in eine Richtung, gleichzeitig rot in die andere.

## Die Entdeckung des cdc2-Gens
cdc2 wurde zum ersten Mal 1987 von Leland H. Hartwell, R. Timothy (Tim) Hunt und Paul M. Nurse in der Spalthefe Schizosaccharomyces pombe gefunden, die 2001 den Nobelpreis in Physiologie oder Medizin für ihre Entdeckungen betreffend „Die Kontrolle des Zellzyklus“ erhielten.
Leland Hartwell vom Fred Hutchinson Cancer Research Center, Seattle, USA, entdeckte in dem Modellorganismus Backhefe (Saccharomyces cerevisiae) eine Kategorie von Genen, die für Proteine kodieren, die den Zellzyklus kontrollieren. Darunter befand sich ein Gen, cdc28, dessen Protein eine zentrale Rolle für den Beginn eines neuen Zellzyklus spielt und daher von ihm als „Start“ bezeichnet wurde. Darüber hinaus führte Hartwell den Begriff der Kontrollpunkte („Checkpoint“) ein. An diesen Punkten wird der Zellzyklus angehalten, falls in der Zellzyklus-Phase zuvor etwas schiefläuft.
Paul Nurse vom Imperial Cancer Research Fund, London, identifizierte mit genetischen und molekularbiologischen Methoden das Protein, nämlich die Cyclin-abhängige Kinasen (CDK). Darüber hinaus konnte er zeigen, dass das defekte Cdk-Gen der Hefe durch das homologe/verwandte Gen des Menschen ersetzt werden kann. Dieses Experiment bewies auf eindrucksvolle Weise die Verwandtschaft zwischen Mensch und Hefe, einem der einfachsten Eukaryonten.
Tim Hunt vom Imperial Cancer Research Fund, London, entdeckte die Cycline, jene Proteine, die die katalytische Aktivität der CDK regeln. Er zeigte, dass die Cycline im Zusammenhang mit der Zellteilung abgebaut werden, ein Mechanismus, der sich als zentral für die Kontrolle des Zellzyklus erwiesen hat.
Das cdc28-Genprodukt der Bäckerhefe (Saccharomyces cerevisiae), sowie das funktional homologe cdc2-Genprodukt in S. Pombe sind der Cdk des Menschen (CDC2Hs) und des Frosches sehr ähnlich.
Cdk-Komplexe bilden die Grundlage des Zellzykluskontrollsystems.